# Jaworowo (przystanek kolejowy)
Jaworowo – dawny przystanek kolejowy (Gnieźnieńska Kolej Wąskotorowa) w Jaworowie, w województwie wielkopolskim, w Polsce. Oddany do użytku w 1896 roku.